# Solim
Solim är en ort i Indien.   Den ligger i distriktet North Goa och delstaten Goa, i den sydvästra delen av landet, 1 500 km söder om huvudstaden New Delhi. Solim ligger 11 meter över havet och antalet invånare är 10 480.
Terrängen runt Solim är platt. Havet är nära Solim åt sydväst. Runt Solim är det tätbefolkat, med 913 invånare per kvadratkilometer. Närmaste större samhälle är Māpuca, 5,2 km sydost om Solim. I omgivningarna runt Solim växer huvudsakligen savannskog.